# Municipio de Cherry Hill (Arkansas)
El municipio de Cherry Hill (en inglés: Cherry Hill Township) es un municipio ubicado en el condado de Perry en el estado estadounidense de Arkansas. En el año 2010 tenía una población de 265 habitantes y una densidad poblacional de 4,81 personas por km².

## Geografía
El municipio de Cherry Hill se encuentra ubicado en las coordenadas 34°57′34″N 92°53′43″O / 34.95944, -92.89528. Según la Oficina del Censo de los Estados Unidos, el municipio tiene una superficie total de 55.05 km², de la cual 54,15 km² corresponden a tierra firme y (1,64 %) 0,9 km² es agua.

## Demografía
Según el censo de 2010, había 265 personas residiendo en el municipio de Cherry Hill. La densidad de población era de 4,81 hab./km². De los 265 habitantes, el municipio de Cherry Hill estaba compuesto por el 99,25 % blancos, el 0,75 % eran asiáticos. Del total de la población el 0,38 % eran hispanos o latinos de cualquier raza.